# Юніон (парафія)
Шаблон:StateAbbr_ 32°50′ пн. ш. 92°23′ зх. д. / 32.83° пн. ш. 92.38° зх. д.
Округ  Юніон (англ. Union Parish) — округ (парафія) у штаті  Луїзіана, США. Ідентифікатор округу 22111.

## Історія
Парафія утворена 1839 року.

## Демографія
За даними перепису 
2000 року 
загальне населення округу становило 22803 осіб, зокрема міського населення було 3243, а сільського — 19560.
Серед мешканців округу чоловіків було 11078, а жінок — 11725. В окрузі було 8857 домогосподарств, 6412 родин, які мешкали в 10873 будинках.
Середній розмір родини становив 3,01.
Віковий розподіл населення поданий у таблиці:
| Стать    | До 15 років | 15-21 | 22-29 | 30-39 | 40-49 | 50-65 | 65-85 | Понад 85 |
| -------- | ----------- | ----- | ----- | ----- | ----- | ----- | ----- | -------- |
| Чоловіки | 2477        | 1140  | 1075  | 1484  | 1612  | 1868  | 1301  | 121      |
| Жінки    | 2330        | 1128  | 1132  | 1523  | 1677  | 1957  | 1674  | 304      |

## Суміжні округи
- Ешлі, Арканзас — північний схід
- Моргаус — схід
- Вачіта — південний схід
- Лінкольн — південний захід
- Клейборн — захід
- Юніон, Арканзас — північний захід

## Виноски
1. ↑  U.S. Decennial Census. United States Census Bureau. Архів оригіналу за 26 квітня 2015. Процитовано 2 вересня 2014.
2. ↑  Historical Census Browser. University of Virginia Library. Архів оригіналу за 11 серпня 2012. Процитовано 2 вересня 2014.
3. ↑  Population of Counties by Decennial Census: 1900 to 1990. United States Census Bureau. Процитовано 2 вересня 2014.
4. ↑  Census 2000 PHC-T-4. Ranking Tables for Counties: 1990 and 2000 (PDF). United States Census Bureau. Процитовано 2 вересня 2014.
5. ↑  State & County QuickFacts. United States Census Bureau. Архів оригіналу за 6 червня 2011. Процитовано 18 серпня 2013.(англ.) Наведено за англійською вікіпедією.
6. ↑  American FactFinder. Бюро перепису населення США. Архів оригіналу за 26 лютого 2012. Процитовано 31 січня 2008. [Архівовано 2008-05-21 у Wayback Machine.]

| США | Це незавершена стаття з географії США. Ви можете допомогти проєкту, виправивши або дописавши її. |